# Wengen

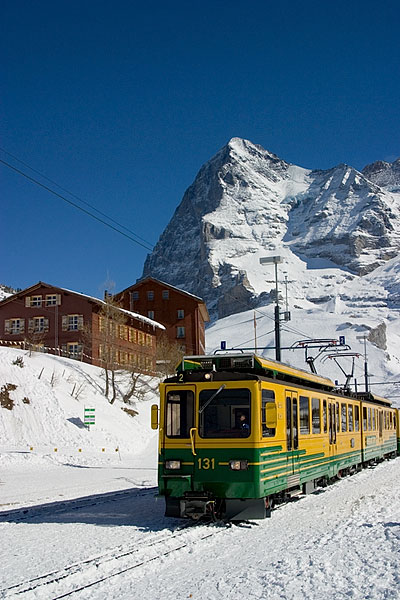
Tren din regiune şi muntele Eiger

Wengen este o localitate turistică elvețiană la o înălțime de 1.275 de metri din regiunea munților Jungfrau. Wengen se află în centrul Elveției, în alpii Bernezi, lângă orașul Interlaken. Cel mai mare munte al regiunii este Jungfrau, care are o înălțime de 4.100 m. Wengen este una dintre puținele stațiuni europene unde circulația autovehiculelor nu este permisă. Accesul este posibil cu ajutorul trenului Wengernalpbahn ( WAB ).
La începutul fiecărui an, la jumătatea lunii ianuarie, aici se desfășoară o etapă a Cupei mondiale de schi.
1. ↑   https://en.wikipedia.org/wiki/List_of_car-free_places#Switzerland Lipsește sau este vid: |title= (ajutor)
2. ↑  Liste autofreier Orte – Wikipedia (în germană), Wikipedia în germană